# Serhij Konowałow
Serhij Borysowycz Konowałow, ukr. Сергій Борисович Коновалов, ros. Сергей Борисович Коновалов, Siergiej Borisowicz Konowałow (ur. 1 marca 1972 w Połtawie, Ukraińska SRR) – ukraiński piłkarz, grający na pozycji pomocnika, reprezentant Ukrainy, trener piłkarski.

## Kariera piłkarska

### Kariera klubowa
Jest wychowankiem Dnipra Dniepropetrowsk, w którym w 1990 rozpoczął karierę piłkarską. W 1995 razem z innymi "dniepropetrowcami" - Jurijem Maksymowym, Jewhenem Pochlebajewym i Serhijem Beżenarem przeszedł do Dynama Kijów. W 1996 wyjechał do Korei Południowej, gdzie bronił dwa sezony barw klubu Pohang Steelers. Potem powrócił do Dynama. W rundzie wiosennej sezonu 2000/01 został wypożyczony do Dnipra Dniepropetrowsk, ale latem powrócił do Dynama, skąd wyjechał do Izraela podpisując kontrakt z klubem Beitar Jerozolima. Po dwóch sezonach w 2003 powrócił do Ukrainy, gdzie występował w klubach Arsenał Kijów i Borysfen Boryspol. W 2004 rozegrał 4 mecze w chińskim klubie Qingdao Jonoon F.C., ale szybko powrócił do Arsenału. W 2006 zakończył karierę piłkarską w azerskim klubie Inter Baku.

### Kariera reprezentacyjna
Wcześniej bronił barw młodzieżowej reprezentacji ZSRR.
27 kwietnia 1993 debiutował w reprezentacji Ukrainy w meczu towarzyskim z Izraelem, zremisowanym 1:1.

## Kariera trenerska
W końcu lipca 2011 roku zgodził się na propozycję głównego trenera Ołeksandra Riabokonia pomagać trenować FK Sewastopol. Od 27 listopada 2013 do końca roku pełnił obowiązki głównego trenera FK Sewastopol. Od 18 czerwca 2015 pomagał trenować Naftowyk-Ukrnafta Ochtyrka. 3 września 2015 z przyczyn rodzinnych opuścił sztab szkoleniowy ochtyrskiego klubu.

## Sukcesy i odznaczenia

### Sukcesy klubowe
- mistrz Ukrainy: 1995, 1996, 1999, 2000
- wicemistrz Ukrainy: 1993
- brązowy medalista Mistrzostw Ukrainy: 2001
- zdobywca Pucharu Ukrainy: 1996, 1999, 2000
- zdobywca Pucharu Mistrzów WNP: 1996, 1998
- zwycięzca Azjatyckiej Ligi Mistrzów: 1997

### Sukcesy reprezentacyjne
- mistrz Europy U-21: 1990
- brązowy medalista Mistrzostw Świata U-20: 1991